# Mamiao Shuiku
Mamiao Shuiku (kinesiska: 马庙水库) är en reservoar i Kina. Den ligger i provinsen Sichuan, i den sydvästra delen av landet, omkring 250 kilometer sydost om provinshuvudstaden Chengdu. Mamiao Shuiku ligger 448 meter över havet. Omgivningarna runt Mamiao Shuiku är en mosaik av jordbruksmark och naturlig växtlighet.
Genomsnittlig årsnederbörd är 1 447 millimeter. Den regnigaste månaden är september, med i genomsnitt 284 mm nederbörd, och den torraste är januari, med 27 mm nederbörd.